# Aleksandr Prokhorov
Aleksandr Mikhailovich Prokhorov (em russo:  Алекса́ндр Миха́йлович Про́хоров: Atherton, 11 de julho de 1916 — Moscou, 8 de janeiro de 2002) foi um físico soviético nascido na Austrália (filho de pais emigrantes que voltaram para a URSS em 1923).
Foi laureado com o Nobel de Física de 1964, por trabalhos fundamentais no campo da eletrônica quântica, conduzindo à construção de osciladores e amplificadores baseados no princípio dos maser e laser.
Em 1934, Alexander Prochorov entrou no Departamento de Física da Universidade do Estado de Leningrado. Assistiu aulas dos professores Vladimir Fock (mecânica quântica, teoria da relatividade), S. E. Frish (física geral, a espectroscopia), e E. K. Gross (física molecular). Após graduar-se em 1939 se tornou um estudante de pós-graduação do Instituto de Física Lebedev em Moscou, no laboratório de oscilações liderado pelo acadêmico N. D. Papaleksi. Lá ele começou a estudar os problemas de propagação de ondas de rádio. Em junho de 1941, foi mobilizado pelo Exército Vermelho. Ele participou da Segunda Guerra Mundial e foi ferido duas vezes. Depois de sua segunda lesão em 1944, foi desmobilizado e voltou para o laboratório de oscilações do Instituto de Física Lebedev. Lá começou a investigar as oscilações não-lineares sob a orientação do Prof S. M. Rytov.